# Miles Scotson
Miles Scotson (født 18. januar 1994 i Campbelltown) er en cykelrytter fra Australien, der er på kontrakt hos Arkéa-B&B Hotels. Han er storebror til Callum Scotson.

## Karriere
Scotsson vandt i 2016 bronzemedaljen ved U23-herrernes VM i enkeltstart. I 2017 blev han australsk mester i linjeløb.
Efter at han i 2017 skiftede til BMC Racing Team på en to-årig kontrakt, blev det i 2018-sæsonen ikke til mange løb for australieren. Derfor skiftede han fra starten af 2019 til franske Groupama-FDJ.